# Szkło spinowe

Schematyczne przedstawienie chaotycznej orientacji spinów w szkle spinowym (góra) oraz dla porównania uporządkowania ferromagnetycznego (dół)

Szkło spinowe – rodzaj materiału magnetycznego, wykazujący lokalne uporządkowanie spinów (momentów magnetycznych), lecz nie posiadający wypadkowego momentu magnetycznego. Ze szkłem spinowym mamy do czynienia, gdy momenty magnetyczne rozmieszczone są przypadkowo w sieci krystalicznej, a oddziaływanie spinu z pierwszym sąsiadem ma naturę ferromagnetyczną, a z drugim antyferromagnetyczną. Oddziaływanie o charakterze ferromagnetycznym między momentami magnetycznymi następuje przez poruszające się elektrony przewodnictwa. W przypadku szkieł spinowych struktura materiału i rodzaj oddziaływań prowadzi do frustracji spinów (sprzeczne oddziaływanie z najbliższymi i drugimi sąsiadami) co sprawia, że energia układu ma wiele minimów. Konsekwencją powyższego jest płynięcie układu w czasie, tzn. wolne zmienianie się struktury spinowej – co jest cechą charakterystyczną szkieł spinowych.
Poprzez pomiary odpowiedzi próbki na zmienne pole magnetyczne, można ustalić charakterystyczny czas relaksacji oraz temperaturę zamarzania (dla danej częstotliwości) – temperaturę, powyżej której materiał występuje w fazie paramagnetycznej, a poniżej której jest szkłem spinowym.
W szkle spinowym niektóre spiny położone w grupie blisko siebie mogą tworzyć klastry (powstają, gdy energia oddziaływania w klastrze jest większa od energii termicznej). Zależnie od struktury, charakteryzują się one różnym czasy relaksacji przy czym im mniejsza temperatura, tym klastry obejmują więcej spinów i czas relaksacji dłuższy. Progiem perkolacji nazywamy temperaturę, w której jeden klaster obejmie cały kryształ.